# Lohusmyrs naturreservat
Lohusmyrs naturreservat är ett naturreservat i Tierps kommun i Uppsala län.
Området är naturskyddat sedan 2020 och är 21 hektar stort. Reservatet ligger öster om Mehedeby och består av barrskogsmiljöer med gamla granar och aspar.